# Зутервауде
Зутерва́уде (нід. Zoeterwoude, - [ˌzutərˈʋʌudə] ( прослухати)) — муніципалітет у провінції Південна Голландія, Нідерланди. Складається з населених пунктів Зутервауде-Дорп, Зутервауде-Рейндейк, Гелдерсвауде, Вейпорт, Вестейнде та Зейдбюрт. Центром муніципалітету є місто Зутервауде-Дорп.
На території муніципалітету розташована головна броварня компанії Heineken.

## Походження назви
Етимологія назви Зутервауде досі нечітка. За однією з версій, назва походить від річки Сует (нід. Suet) або Свет (нід. Swet), притоки Ауде-Рейна, зараз відомою як Вейпортсе-Вліт (нід. Weipoortse Vliet). Два варіанти цього топоніма і досі можна прослідити у різних місцевих назвах — вулиці Zwetkade, притулку для осіб із психічними вадами Swetterhage, а також у прізвищі шляхетної родини Ван Світен (Van Zwieten або Van Swieten), яка походить з Зутервауде.
Інша версія виводить походження назви також із топоніму Suet, проте з іншого його значення — «кордон, межа», можливо, маючи на увазі лісисту місцевість на березі річки Вейпортсе-Вліт.  

## Історія

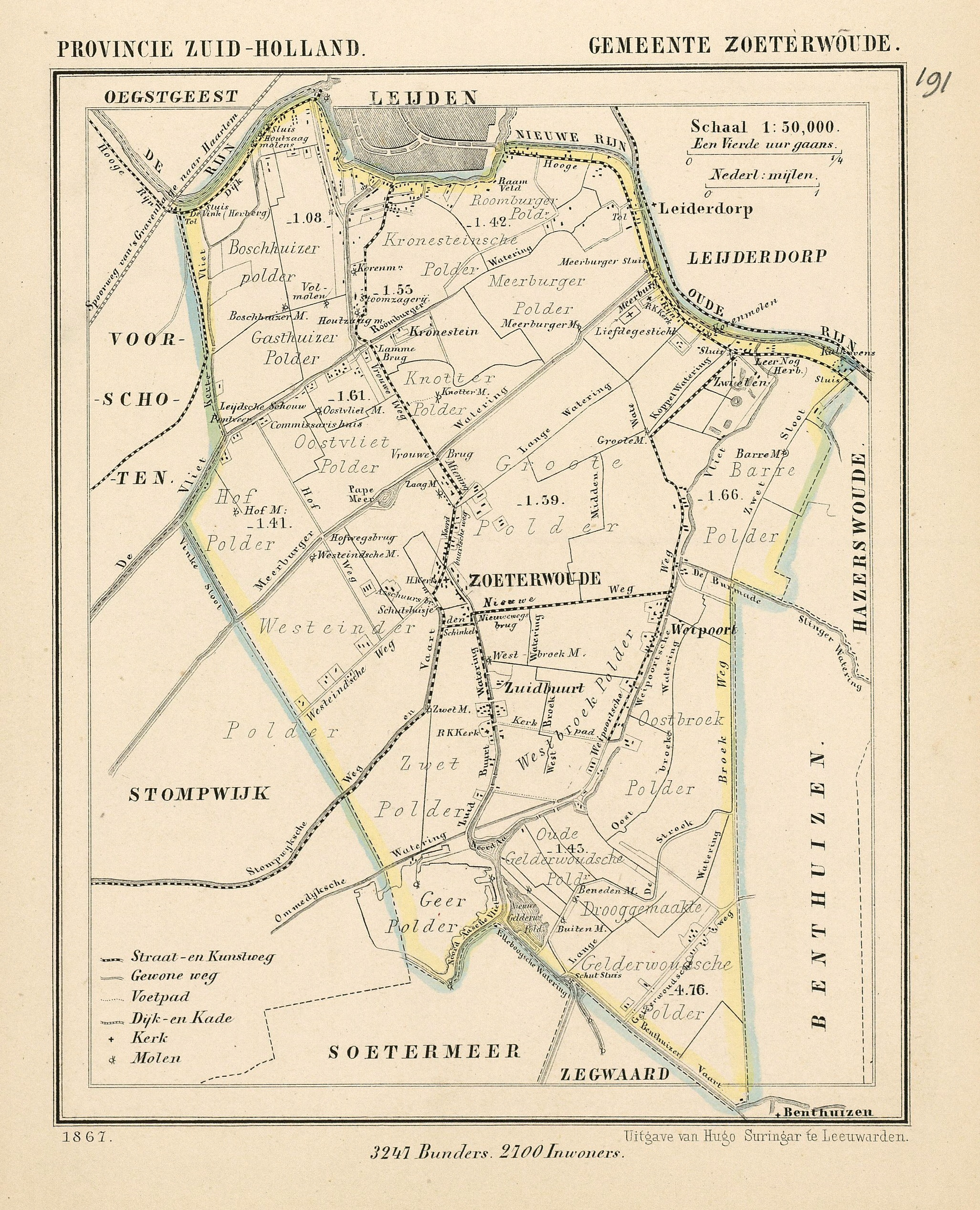
Мапа Зутервауде 1867 року

Як і сусідні муніципалітети, Зутервауде веде свою історію з тих часів, коли цей регіон належав Римській імперії. Межа імперії проходила по південному берегу Ауде-Рейну, де був прокладений шлях, що зв'язував римські прикордонні форти-кастелуми. Уздовж цього шляху селилися люди, що підтверджується археологічними знахідками — давньоримськими монетами та керамікою.
Близько 750 року виникають невеликі поселення на місці сучасного Вейпорту. За легендою, у поселенні Суетан (нід. Suetan) святий Лебуїн Фризький збудував церкву, проте від неї не лишилося ані сліду. Місцезнаходження цього поселення чітко не встановлено, воно могло розташовуватися або біля гирла Вейпортсе-Вліт, або вище за течією річки. Археологічні розкопки, проведені на території броварні Heineken, показали, що в цій місцевості жили люди.
Документ 857 року свідчить про те, що, з-поміж інших сіл, хутір Рома-Бюрг (сучасний район Лейдена Ромбюрг), поселення Суетан і Норта (можливо, біля сучасної водойми Норд-Аа) належать утрехтській церкві святого Мартіна. Пізніші літописи XI століття згадують також про існування поселень Вальдманнервен (нід. Waldmannerveen, можливо, розташовувалося на території сучасного Зутервауде-Дорпа) і Босхуза (нід. Boschusa, сучасний район Босхейзен в Лейдені).
У XII столітті ці землі часто затоплювалися, через що місцеві мешканці поступово переселилися з берегів Ауде-Рейну, частково — до Лейдена, частково — вглиб країни, туди, де розташоване сучасне містечко Зутервауде-Дорп. У документі 1205 року згадується Флоренцій із Сотреволда (Florentius van Sotrewold), але невідомо, чи мається на увазі саме Зутервауде. Перша безсумнівна згадка Зутервауде в історії припадає на 1 вересня 1276 року, коли Дірк ван Сантхорст (Dirk van Santhorst) отримав у феодальне володіння від графа Голландського Флоріса V феод Сутреволд (нід. Soetrewold).

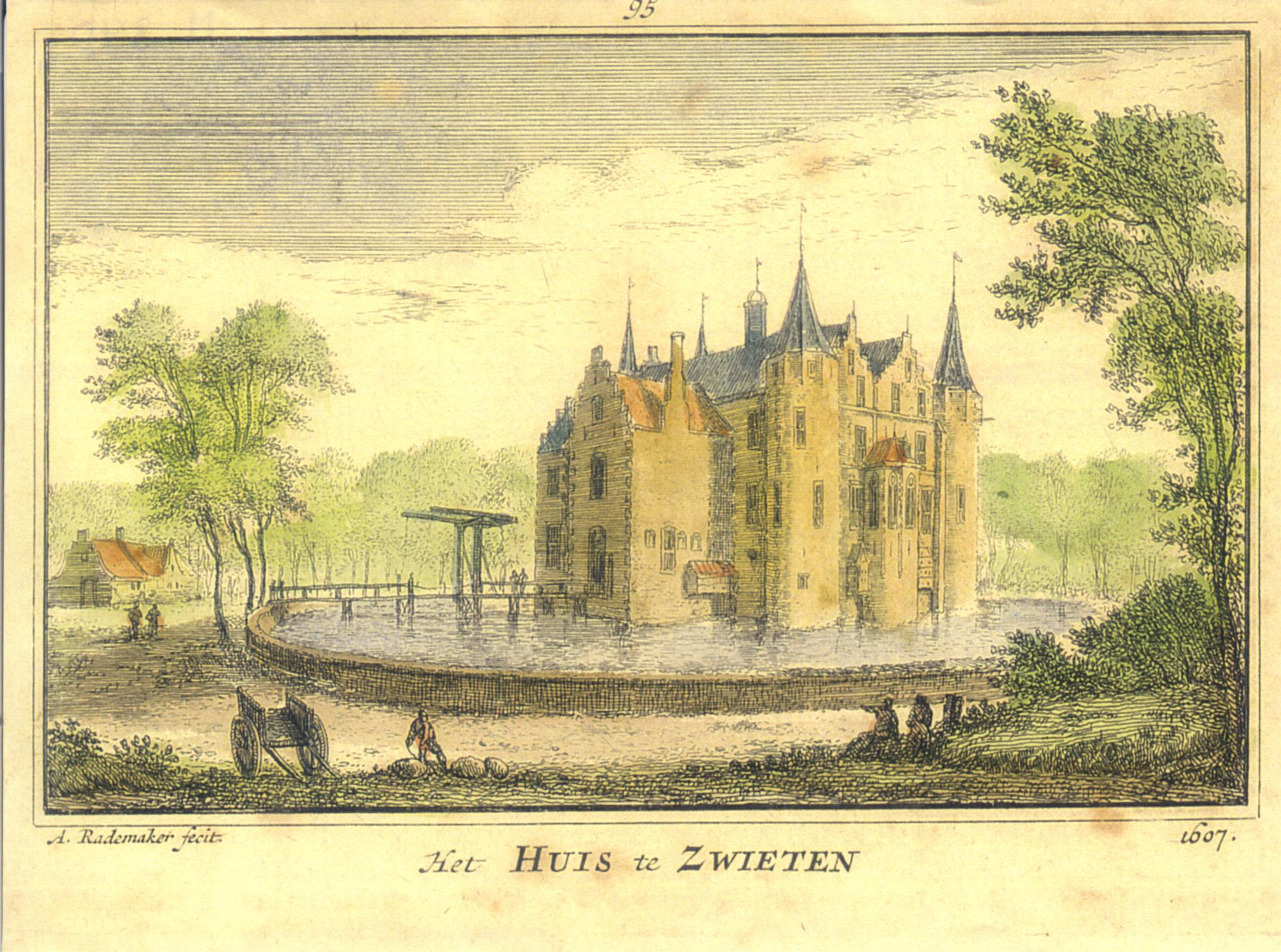
Замок Хейс-ван-Звітен, 1607 рік

Близько 1300 року сформувалися кордони майбутнього муніципалітету, одного з найбільших у Нідерландах, проте пізніше більшість земель була анексована сусідніми комунами, зокрема містом Лейден. У 1414 році виникло село Хоге-Рейндейк (нині частково територія Лейдена, частково — Зутервауде-Рейндейк), 1446 року вперше в історії згадується Вейпорт. У 1450 році зведено перший міст між Лейдердорпом і Зутервауде.
Великих втрат Зутервауде зазнав протягом Вісімдесятилітньої війни. Поселення були спалені вщент армією Лейдена з метою збільшити радіус своїх гармат. При облозі Лейдена 1574 року майже всі польдери муніципалітету були затоплені водою, для забезпечення проходу до міста флоту морських гезів. Унаслідок цих подій поселення Зутервауде збезлюділо.
До 1650 року Зутервауде відбудувався заново і процвітав протягом наступних 50 років.
На початку XIX століття сусіднє місто Лейден почало зростати та розширюватися за рахунок земель Зутервауде.
У 1960 році територією муніципалітету проліг автомобільний шлях А4, який з 1966 року слугує межею між муніципалітетами Зутервауде і Лейден.

## Розташування і транспорт

Розташування Зутервауде на мапі Південної Голландії

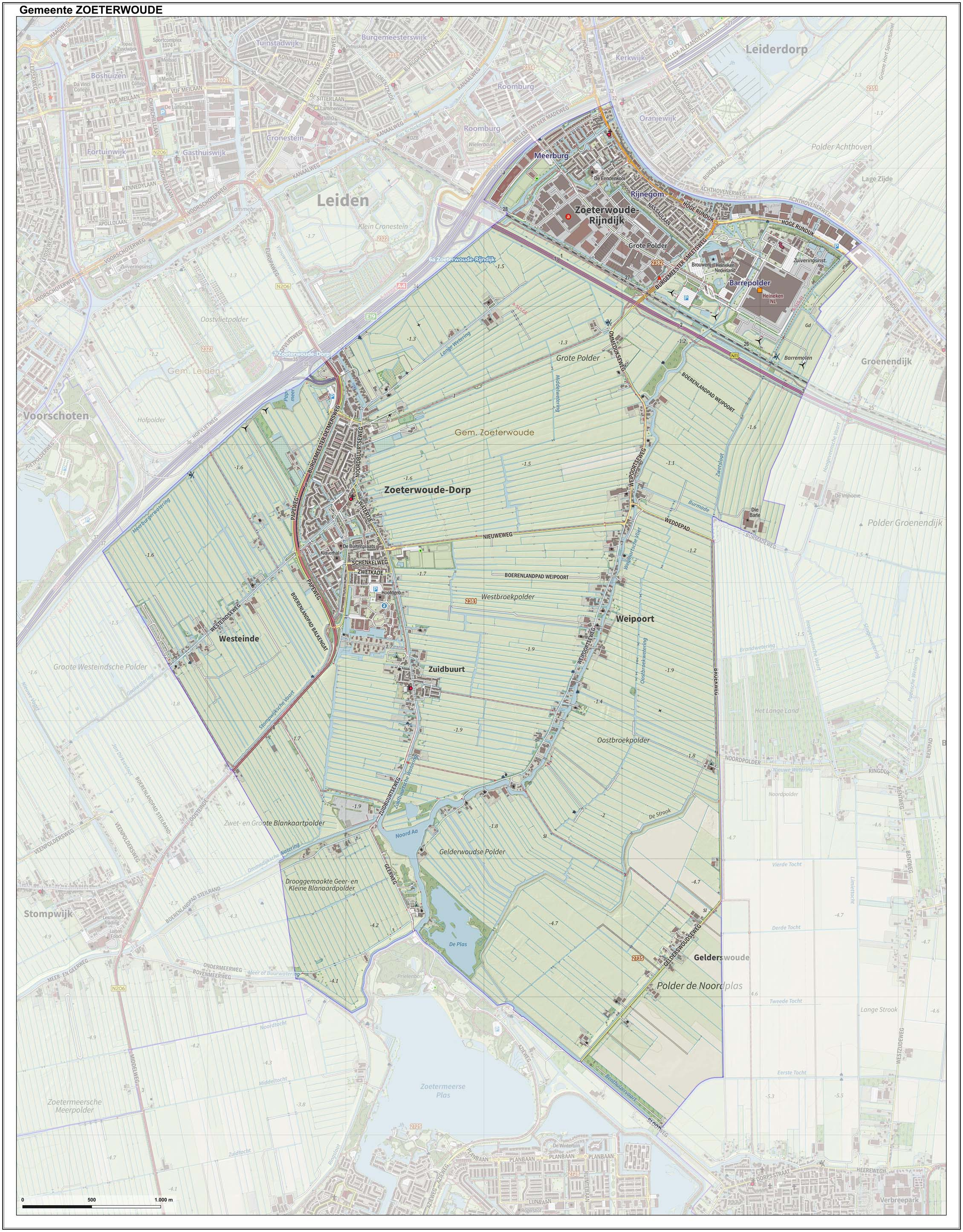
Топографічна карта Зутервауде

Муніципалітет Зутервауде розташований на південний схід від міста Лейден. Два найбільші населені пункти муніципалітету, Зутервауде-Рейндейк і Зутервауде-Дорп, є фактично передмістям Лейдена, відокремлюючись від нього лише автомобільним шляхом А4.
Через муніципалітет проходять деякі з лейденських автобусних ліній: № 186 і 187 (у напрямку Гауди), № 169 (у напрямку Алфен-ан-ден-Рейна) і № 365 (у напрямку Зутермера).

## Політика

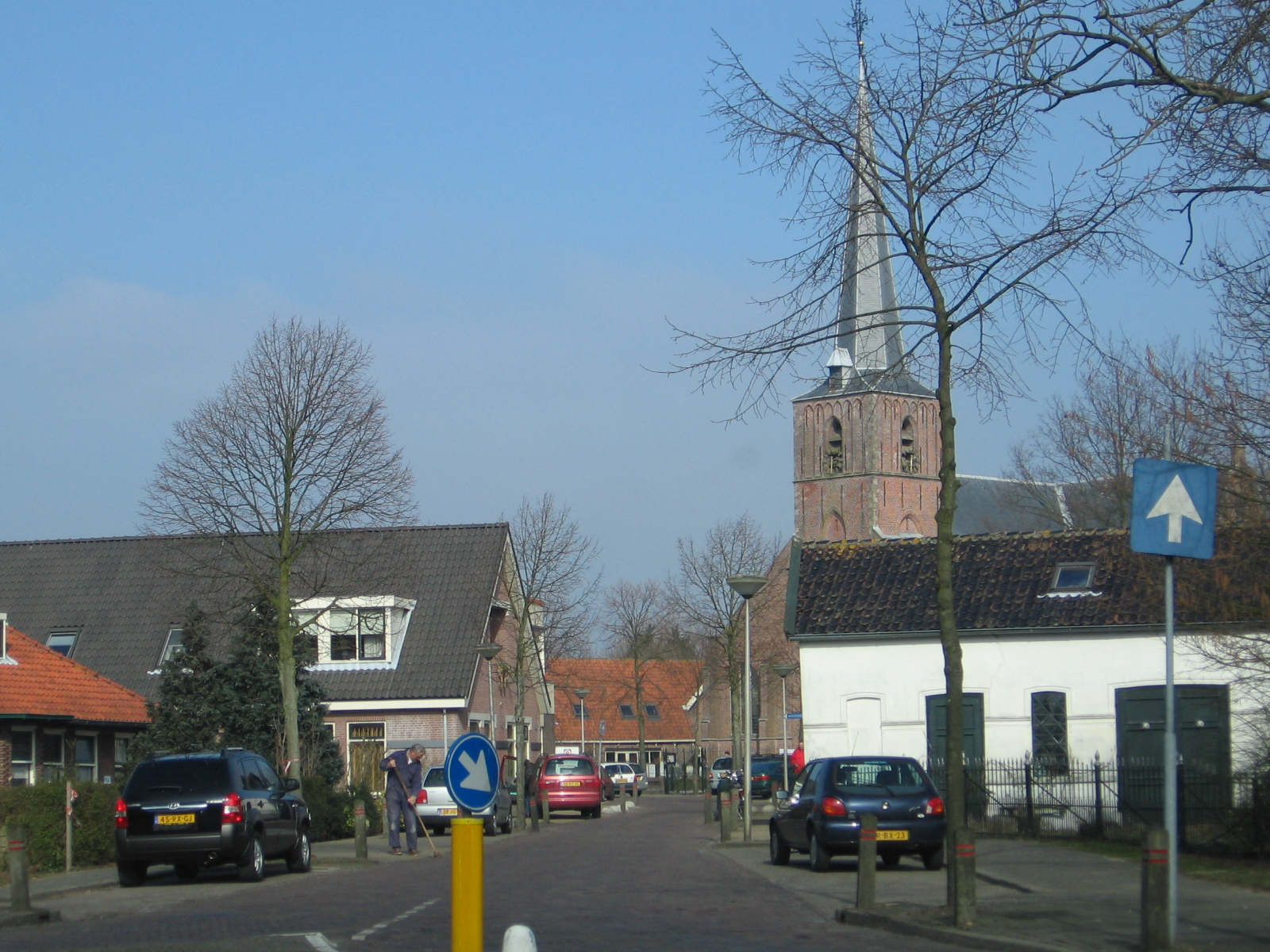
Зутервауде-Дорп

Муніципалітет Зутервауде управляється муніципальною радою, яка складається з 13 депутатів. Рада обирається раз на чотири роки. Нижче представлений склад ради, починаючи з 1994 року.
| Партія                                 | 1994 | 1998 | 2002 | 2006 | 2010 | 2014 |
| -------------------------------------- | ---- | ---- | ---- | ---- | ---- | ---- |
| Християнсько-демократичний заклик      | 5    | 6    | 7    | 6    | 6    | 5    |
| Progressief Zoeterwoude (коаліція)     | 5    | 4    | 4    | 5    | 5    | 6    |
| Народна партія за свободу і демократію | 3    | 3    | 2    | 2    | 2    | 2    |
| Усього                                 | 13   | 13   | 13   | 13   | 13   | 13   |

Бургомістром (мером) муніципалітету є Лісбет Блумен з партії Християнсько-демократичний заклик.

## Економіка

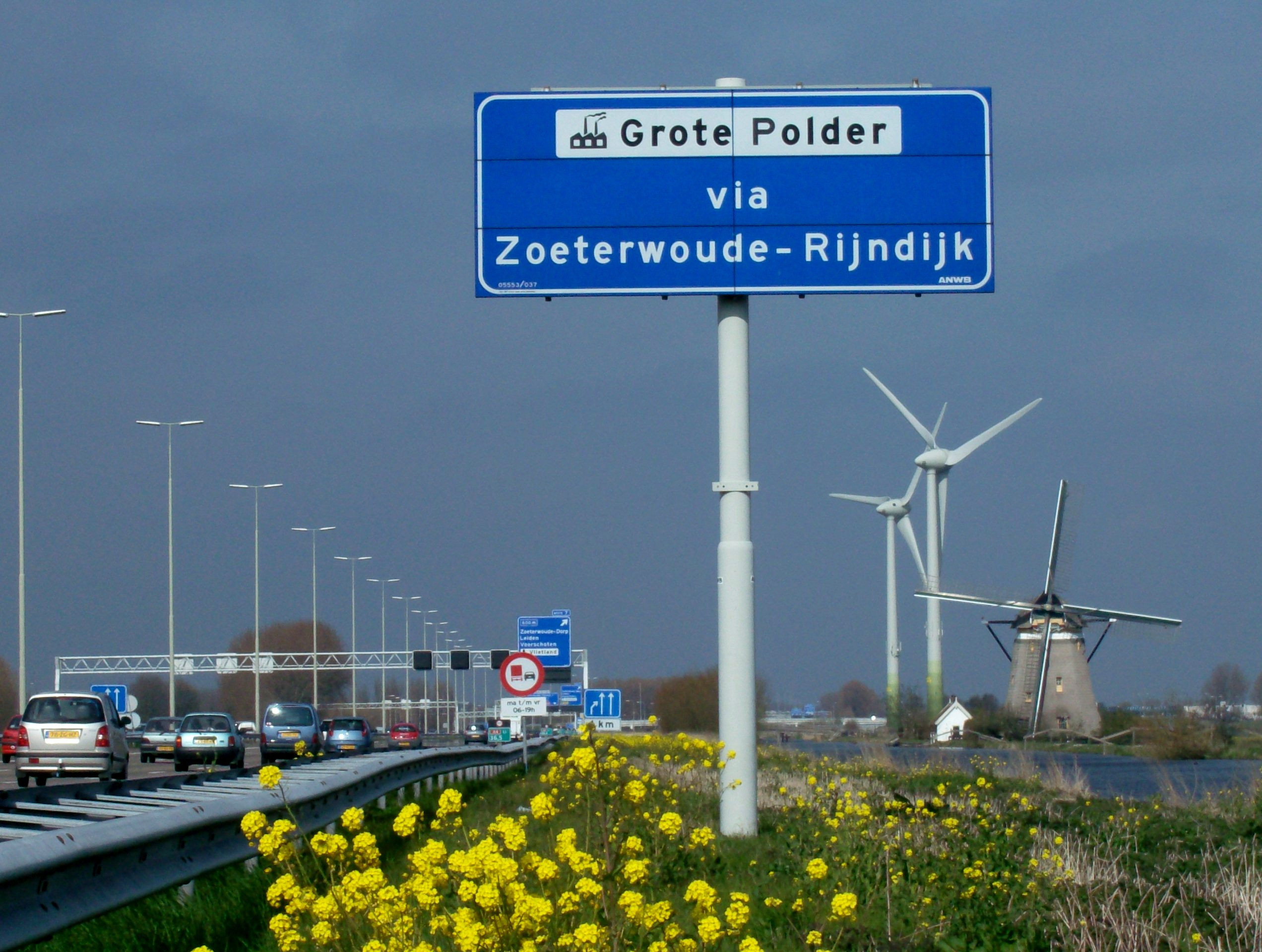
Сучасні і старовинні вітряки вздовж шосе А4

Особливістю муніципалітету є велика кількість ферм із виготовлення сиру, багато з яких влаштовують екскурсії для туристів.
На території Зутервауде розташована одна з найбільших у країні лікарня для розумово та психічно хворих Swetterhage. У селі Зутервауде-Рейндейк з 1975 року розташовується головна броварня пивоварної компанії Heineken, одна з найбільших броварень Європи.
У 2013 році в Зутервауде відкрилася додаткова верф компанії Mulder, яка виготовляє однойменні яхти.
У грудні 2014 року в Нідерландах стався спалах пташиного грипу H5, одним з осередків, де знайшли вірус, стала ферма в Зутервауде. Аби запобігти поширенню вірусу, усе поголів'я курей — близько 28 000 голів — було знищено.

## Визначні пам'ятки та місцевості

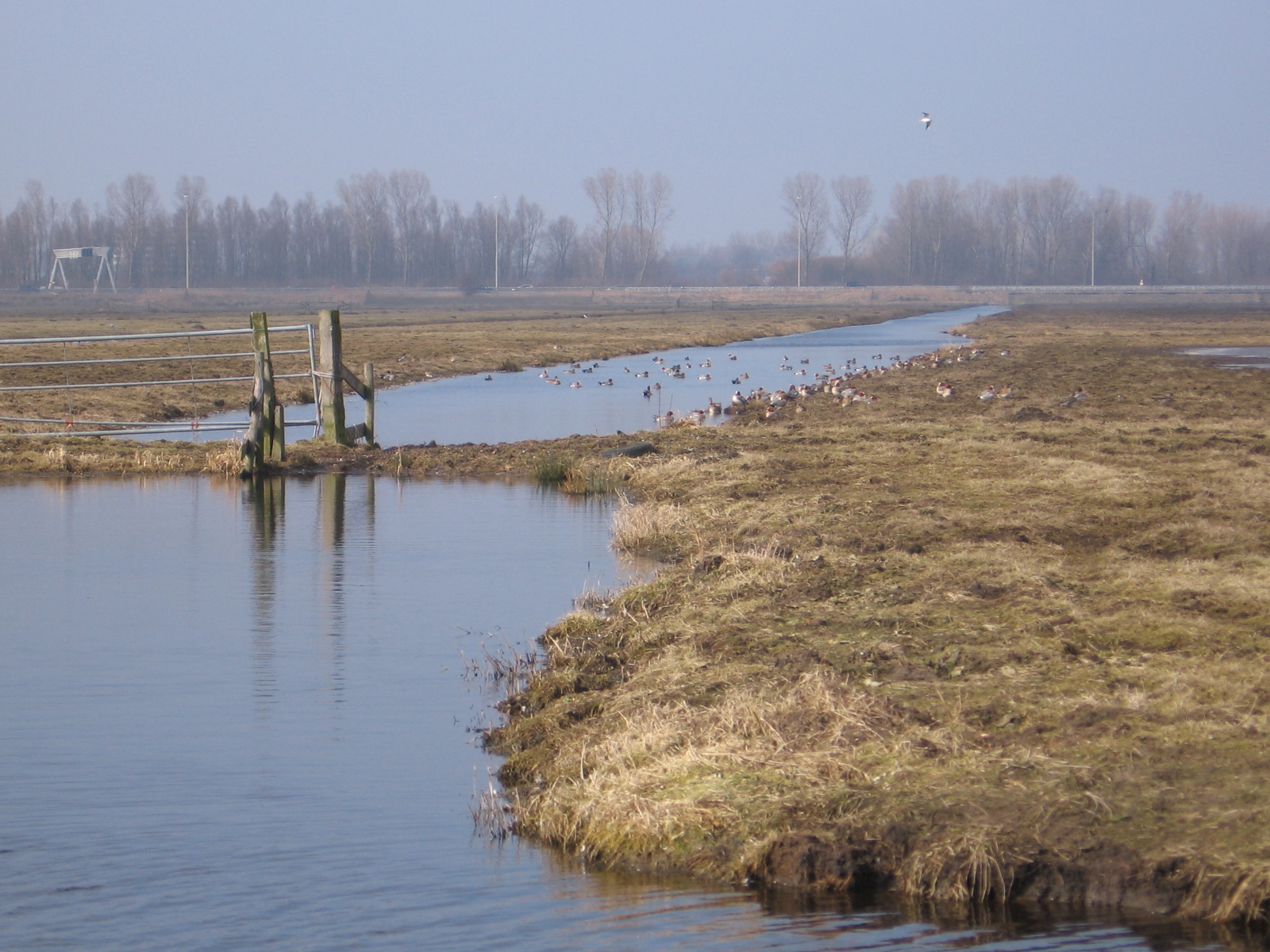
Пташиний заповідник Вестейнде

- польдери з типовими заплавними луками і торфовищами;
- низка старовинних фермерських господарств, зокрема у Вейпорті;
- старовинна протестантська церква в Зутервауде-Дорпі;
- римо-католицька церква Усікновення Голови Івана Хрестителя в Зейдбюрті;
- римо-католицька церква Святої Діви Марії в Зутервауде-Рейндеку.

На території муніципалітету розташовані 49 пам'яток історії та архітектури, внесені у Державний реєстр пам'яток: 28 з них — у Вейпорті, 12 — в Зутервауде-Дорпі, 6 — у Зутервауде-Рейндейку, 3 — в Зейдбюрті. Також є два військові меморіали.  

## Особи, пов'язані з Зутервауде

### Народилися в Зутервауде
- Франсуа Брандт (1874–1949) — веслувальник, чемпіон Олімпійських ігор 1900 року.
- Гарм Камерлінг Оннес (1893–1985) — художник.
- Паул ван Кемпен (1893–1955) — диригент.
- Брам ван Вельде (1895–1981) — художник.
- Петрус Корнеліус Паардекопер (1920–2013) — вчений-лінгвіст.
- Берт ван дер Хелм (1950) — гравець у настільний теніс
- Арі ван дер Крогт (1952) — поет, письменник, перекладач. Відомий перекладами 154 сонетів Шекспіра.
- Тео ван Ес, Вім ван Хейс, Ян Верстеген, Хенк Верстеген — учасники нідерландського рок-гурту The Shoes, який виступає з 1966 року
- Єрун Стратхоф (1972) — ковзаняр. Перший і єдиний наразі спортсмен, який представляв свою країну на Літній Олімпіаді, Зимовій Олімпіаді та Паралімпіаді.
- Сюзанн де Гуде (1984) — велогонщиця.
- Нінья ван Дейк (1985) — співачка, учасниця гурту Treble, у складі якого брала участь у конкурсі Євробачення-2006.
- Тед Гріффіун (1985) — музикант, комік, артисти у жанрі стенд-ап.
- Кйєлд Нейс (1989) — ковзаняр, віце-чемпіон світу 2011 року на дистанції 1000 метрів.

### Померли в Зутервауде
- Ян Порселліс (1583/5-1632) — художник.
- Йоганн Евертс (1878–1945) — письменник.
- Герріт де Бланкен (1894–1961) — майстер з художнього розпису кераміки.
- Франц Едвард Рьонтген (1904–1980) — архітектор.

## Міста-побратими
- Польща — Осечна (1993).